# Championnat de France de football National 2021-22
La Temporada 2021-22 del Campeonato Francés Nacional fue la 25.ª edición del Campeonato organizado por la Federación Francesa de Fútbol. Es el tercer nivel del fútbol francés compuesto por 18 clubes. Esta categoría es el nivel de liga más alto que puede aspirar un club francés de categoría no profesional; ya que, en caso de lograr subir al siguiente nivel, la Ligue 2, el club deberá obligatoriamente obtener el estatus profesional para poder participar.

## Descensos, ascensos y decisiones administrativas
Según el reglamento el campeonato, los clubes que participan en esta temporada, además de los clubes clasificados entre la cuarta y la decimocuarto lugar durante la temporada 2020-21, serán los dos clubes descendidos de Liga 2 y los cuatro clubes promovidos del National 2 de la temporada 2020-21.
Una vez terminada las 34 jornadas del campeonato, según la clasificación :
- Los equipos clasificados en la 1.ª y la 2.ª posición ascienden a la Liga 2
- El equipo clasificado en la 3.ª posición deberá disputar un partido de repechaje contra el 18.º posicionado de Liga 2, para definir el tercer ascenso o descenso de la temporada.
- Los equipos clasificados entre la 4.ª y la 14.ª posición continúan en la categoría para la próxima temporada.
- Los equipos clasificados entre la 15.ª y la 18.ª posición descenderán al Nacional 2.

## Relevos
Debido a la Pandemia de COVID-19 en Francia el National 2 no pudo terminarse, declarando los ascensos y descensos desiertos.
Finalmente el club Club Deportivo Sedan Ardenas  obtuvo el derecho de participar, ya que se decidió descender al último equipo de la temporada anterior el Sporting Club Lyon.

## Clubes Participantes
| Club           | Ciudad                         | Estadio                     | Capacidad |
| -------------- | ------------------------------ | --------------------------- | --------- |
| Annecy         | Annecy                         | Parc des Sports             | 15,660    |
| Avranches      | Avranches                      | Stade René Fenouillère      | 2,000     |
| Bastia-Borgo   | Borgo                          | Stade Paul-Antoniotti       | 1,300     |
| Boulogne       | Boulogne-sur-Mer               | Stade de la Libération      | 15,204    |
| Bourg-Péronnas | Bourg-en-Bresse                | Stade Marcel-Verchère       | 11,400    |
| Chambly        | Chambly                        | Stade des Marais            | 1,000     |
| Châteauroux    | Châteauroux                    | Stade Gaston Petit          | 17,173    |
| Cholet         | Cholet                         | Stade Pierre Blouen         | 9,000     |
| Concarneau     | Concarneau                     | Stade Guy Piriou            | 6,500     |
| Créteil        | Créteil,suburbios de Paris     | Stade Dominique Duvauchelle | 12,150    |
| Laval          | Laval                          | Stade Francis Le Basser     | 18,607    |
| Le Mans        | Le Mans                        | MMArena                     | 25,000    |
| Orléans        | Orléans                        | Stade de la Source          | 7,000     |
| Red Star       | Saint-Ouen, suburbios de Paris | Stade Bauer                 | 10,000    |
| Stade Briochin | Saint-Brieuc                   | Fred-Aubert Stadium         | 10,600    |
| Sedan          | Sedan                          | Stade Louis Dugauguez       | 23,189    |
| Sete           | Sète                           | Stade Louis Michel          | 8,500     |
| Villefranche   | Villefranche-sur-Saône         | Stade Armand-Chouffet       | 3,200     |

## Clasificación
Actualizado al 22 de mayo de 2022.
| Pos. | Equipo              | Pts. | PJ | G  | E  | P  | GF | GC | Dif. | Promotion or Relegation              |
| ---- | ------------------- | ---- | -- | -- | -- | -- | -- | -- | ---- | ------------------------------------ |
| 1    | Stade Laval (C, A)  | 67   | 34 | 20 | 7  | 7  | 50 | 31 | +19  | Ascenso a la Ligue 2                 |
| 2    | Annecy FC (A)       | 66   | 34 | 19 | 9  | 6  | 55 | 30 | +25  | Ascenso a la Ligue 2                 |
| 3    | FC Villefranche     | 65   | 34 | 19 | 8  | 7  | 47 | 29 | +18  | Promoción ascenso                    |
| 4    | Concarneau          | 58   | 34 | 15 | 13 | 6  | 48 | 31 | +17  |                                      |
| 5    | Châteauroux         | 55   | 34 | 15 | 10 | 9  | 41 | 28 | +13  |                                      |
| 6    | FC Bourg-Péronnas   | 54   | 34 | 15 | 9  | 10 | 55 | 37 | +18  |                                      |
| 7    | Stade Briochin      | 52   | 34 | 14 | 10 | 10 | 47 | 35 | +12  |                                      |
| 8    | Sedan               | 50   | 34 | 13 | 11 | 10 | 37 | 37 | 0    |                                      |
| 9    | Orléans             | 47   | 34 | 12 | 11 | 11 | 37 | 35 | +2   |                                      |
| 10   | Le Mans             | 46   | 34 | 12 | 10 | 12 | 35 | 35 | 0    |                                      |
| 11   | Red Star FC         | 44   | 34 | 13 | 6  | 15 | 55 | 50 | +5   |                                      |
| 12   | Avranches           | 42   | 34 | 12 | 6  | 16 | 37 | 58 | −21  |                                      |
| 13   | Olimpique Cholet    | 41   | 34 | 11 | 8  | 15 | 49 | 62 | −13  |                                      |
| 14   | FC Sète             | 37   | 34 | 10 | 7  | 17 | 35 | 42 | −7   |                                      |
| 15   | FC Bastia-Borgo (D) | 31   | 34 | 7  | 10 | 17 | 40 | 58 | −18  | Descenso a la Championnat National 2 |
| 16   | FC Chambly (D)      | 29   | 34 | 7  | 8  | 19 | 35 | 62 | −27  | Descenso a la Championnat National 2 |
| 17   | Créteil (D)         | 26   | 34 | 6  | 8  | 20 | 35 | 58 | −23  | Descenso a la Championnat National 2 |
| 18   | Boulogne (D)        | 27   | 34 | 6  | 9  | 19 | 28 | 48 | −20  | Descenso a la Championnat National 2 |

 Fuente: Soccerway
Criterios de clasificación: 1) resultado directo entre ambos equipos; 2) diferencia de goles directo entre ambos equipos; 3) diferencia de goles; 4) goles marcados; 5) puntos de juego limpio (fair play)

## Play-off de descenso
Se llevará a cabo un desempate de descenso al final de la temporada entre el equipo clasificado en el puesto 18 de la Ligue 2 2021-22 y el equipo clasificado en el tercer puesto del Championnat National 2021-22. Se jugará a dos partidos el 24 y 29 de mayo.
| Ida; 24 de mayo de 2022 | F. C. Villefranche | 1 – 3   | U. S. Quevilly                    | Estadio Armand Chouffet, Villefranche-sur-Saône |                                 |
| 20:30 CEST              | Elisor 28' (pen.)  | Reporte | - Soumaré 30', 73' - Padovani 79' | Árbitro(s): Abdelatif Kherradji                 | Árbitro(s): Abdelatif Kherradji |

| Vuelta; 29 de mayo de 2022 | U. S. Quevilly | 2 – 0 (Global 5 – 1) | F. C. Villefranche | Estadio Robert-Diochon, Le Petit-Quevilly |                                    |
| 16:00 CEST                 | Nazon 50', 81' | Reporte              |                    | Árbitro(s): Alexandre Perreau Niel        | Árbitro(s): Alexandre Perreau Niel |

- U. S. Quevilly ganó por 5–1 en el marcador global, por lo que ambos equipos, se mantienen en sus categorías.